# Wolfgang Bücherl
Wolfgang Bücherl (* 27. April 1911 in Furth im Wald; † 14. Januar 1985 in São Paulo) war ein deutsch-brasilianischer Hochschullehrer für Biologie und bekannter Arachnologe.
Mit 18 Jahren wanderte er nach Brasilien aus, wo er an der philosophischen Fakultät der Päpstlichen Katholischen Universität in São Paulo studierte (1930 bis 1932). Da er sich aber mehr für Biologie interessierte, belegte er an der Westfälischen Wilhelms-Universität in Münster Biologie und Naturwissenschaften. Seine Doktorandenthese hieß „Zur Frage nach dem phylogenetischen Ursprung der Thoraxmuskulatur von Lithobius fortificatus. Ein Beitrag zum Studium der Arthropoden“.
Nach dem Abschluss ging er 1938 zurück nach Brasilien, wo er zunächst ordentlicher Professor für Biologie an der Katholischen Universität in São Paulo war (1939/1940). Gleichzeitig arbeitete er am Butantan-Institut (São Paulo), wo er dann Divisiondirektor wurde. Seine über 35 Jahre lange Arbeit am Institut hat ihn weltbekannt gemacht. Er veröffentlichte viele Studien über giftige Spinnentiere und Skorpione als Bücher, Monographien und auch größere Nachschlagewerke über „Gifttiere und tierische Gifte“.
Sein bekanntestes Buch ist „Das Haus der Gifte – Die Geschichte vom Butantan Institut São Paulo“, herausgegeben von der Kosmos-Gesellschaft der Naturfreunde in der Franckh’schen Verlagshandlung in Stuttgart 1963.
Nach seiner Pensionierung war er mehrere Jahre Geschäftsführer des Hans-Staden-Institutes.
Bücherl war verheiratet und hatte eine Tochter.

## Auszeichnungen
- Goldmedaille des "Prêmio Mello-Leitão" der Brasilianischen Akademie der Wissenschaften
- Vital-Brasil-Medaille des Butantan-Institutes anlässlich des 100. Geburtstages dieses Wissenschaftlers
- Großes Verdienstkreuz der Bundesrepublik Deutschland für seine wissenschaftlichen Leistungen

| Personendaten    | Personendaten                                                    |
| ---------------- | ---------------------------------------------------------------- |
| NAME             | Bücherl, Wolfgang                                                |
| KURZBESCHREIBUNG | deutsch-brasilianischer Biologe, Arachnologe und Hochschullehrer |
| GEBURTSDATUM     | 27. April 1911                                                   |
| GEBURTSORT       | Furth im Wald                                                    |
| STERBEDATUM      | 14. Januar 1985                                                  |
| STERBEORT        | São Paulo                                                        |